# Феодосия (жена Леовигильда)
Феодосия (VI век) — вероятно, имя первой супруги будущего короля вестготов Леовигильда.
В хронике Иоанна Бикларийского сообщается, что Герменегильд и Реккаред родились в первом браке Леовигильда, но имя их матери не указано. У жившего в XVII—XVIII веках испанского специалиста по генеалогии Луиса де Саласар-и-Кастро, использовавшего многие впоследствии утраченные источники, обозначено, что её звали Феодосия и она была дочерью Себериана из Картахены и Феодоры.
Некоторые исследователи относятся к сведениям Луиса де Саласар-и-Кастро скептически, так как их первоисточник не указан, а в них содержатся многочисленные ошибки. Другие, такие как, к примеру, И. П. Кирш, соглашаются с тем, что имя первой супруги Леовигильда было Феодосия. По мнению В. Цыпина, она, сочетавшаяся браком с Леовигильдом в 550-х годах, была сестрой епископов Леандра и Исидора Севильских, Фульгенция Эсихского и аббатисы Флорентины из Картахены.
Второй женой Леовигильда стала вдова умершего в 567 или 568 году короля Атанагильда Гоисвинта. По мнению Ю. Б. Циркина, чтобы взять её в жёны, Леовигильд развёлся с первой супругой.